# Naturschutzgebiet Abbabach (Menden)
Das Naturschutzgebiet Abbabach ist ein 39 ha großes Naturschutzgebiet (NSG) an der westlichen Stadtgrenze von Menden (Sauerland) im Märkischen Kreis in Nordrhein-Westfalen. Das Gebiet wurde 2004 von der Bezirksregierung Arnsberg per Verordnung als NSG ausgewiesen. Das NSG grenzt direkt an die westliche Stadtgrenze. In der Stadt Iserlohn grenzt es direkt an das gleichnamige Naturschutzgebiet. Im Norden geht das NSG bis an den Rand der Aue der Ruhr.

## Gebietsbeschreibung
Bei dem NSG handelt es sich um den Abbabach und seine Nebenbäche mit bewaldeten und als Grünland genutzten Flussauen. Der Abbabach ist überwiegend stark mäandrierend. Der Bach hat naturnahe Fließgewässerabschnitte mit gut entwickelter, submerser Vegetation, Kiesbänken, Kolken, Uferabbrüchen und Steilwänden und kleineren Auwaldbereichen. In der Aue finden sich bachbegleitende Erlen-Eschen- und Weichholz-Auenwälder sowie sonstige Ufergehölze. Im Grünland finden sich Hochstaudenfluren, Grünlandbrachen, Nass- und Feuchtgrünland sowie stehende Gewässer. In trockenen Bereichen befinden sich naturnahe Eichenwälder.